# Пашковский, Константин Казимирович
Константин Казимирович Пашковский (1894, Вильна, Виленская губерния — 2 февраля 1938) — советский военный деятель, дважды Краснознамёнец (1919, 1922), комдив (1935).

## Биография
Родился в марте 1894 года в городе Вильна в крестьянской семье. После окончания гимназии в 1910 году поступил в Виленское военное училище, которое окончил в 1913 году. Участник Первой мировой войны. Последняя должность в царской армии — командир роты гренадерского полка [какого?], последний чин — штабс-капитан. В боях был дважды ранен. С декабря 1917 года по апрель 1918 года занимал должность начальника штаба боевых организаций Бирского района.

### Гражданская война
В Красной армии добровольно с апреля 1918 года. С июля 1918 по август 1918 года — командир Бирского советского полка, затем начальник сводного Бирского отряда. С августа 1918 года занимал должность начальника штаба правой группы войск 2-й армии Восточного фронта. С сентября 1918 по ноябрь 1918 года — начальник штаба 28-й стрелковой дивизии. С января 1919 года по июль 1919 года — начальник штаба Особой группы войск Южного фронта. За отличия в борьбе с армией Украинской Народной Республики получил свой первый Орден Красного Знамени под номером 242. В июле 1919 года назначен заведующим обучением Казанских пехотных командных курсов. С августа 1919 года по март 1920 — командир 2-й Алатырской стрелковой бригады. В марте 1920 года назначен начальником 12-й стрелковой дивизии. С апреля по июль 1920 года — военный руководитель Терского губернского военного комиссариата. С июля 1920 года — командир отдельной Черноморской стрелковой бригады. В 1921 году назначен начальником 31-й стрелковой дивизии сформированной на базе отдельной Черноморской бригады. Дивизия принимала участие в советизации Грузии. В частности, 1 марта 1921 года дивизия под командованием Пашковского захватила город Сухум. За успешное ведение боевых действий против армии Грузинской Демократической Республики 17 сентября 1922 года Константин Казаимирович Пашковский награждён вторым Орденом Красного Знамени.

### Советский период
С 1921 по 1922 год командовал 66-й и 83-й стрелковыми бригадами. В 1923 году окончил Высшие академические курсы при Военной академии РККА. С 1922 по 1924 годы занимал должности помощника командира 9-й Донской, 1-й Забайкальской и 57-й стрелковых дивизий. С октября 1924 года по декабрь 1927 года — начальник Владивостокской пехотной школы. С декабря 1929 года — командир 26-й Златоустовской стрелковой дивизии. В 1928 году окончил Курсы Высшего Комсостава при Военной академии имени М. В. Фрунзе. С января по июль 1931 года — командир 11-й стрелковой дивизии. С июля 1931 по март 1934 — командир 19-го стрелкового корпуса. С марта 1934 по 26 июня 1937 года  — командир 18-го стрелкового корпуса. Член ЦИК СССР 7-го созыва.

## Гибель
Арестован 26 июня 1937 г. Высшей двойкой 2 февраля 1938 г. по обвинению в принадлежности к антисоветской организации приговорён к расстрелу. Приговор приведён в исполнение в тот же день.  Реабилитирован Военной коллегией Верховного суда СССР 3 октября 1956 года.

## Награды
- Два ордена Красного Знамени (1919[4], 17.09.1922)[5]